# Lasserre, Pyrénées-Atlantiques
Lasserre är en kommun i departementet Pyrénées-Atlantiques i regionen Nouvelle-Aquitaine i sydvästra Frankrike. Kommunen ligger i kantonen Lembeye som tillhör arrondissementet Pau. År 2022 hade Lasserre 114 invånare.

## Befolkningsutveckling
Antalet invånare i kommunen Lasserre
| Referens: INSEE |